# Fiba Europe
Fiba Europe, av organisationen skrivet FIBA Europe, är det europeiska basketförbundet, och är anslutet till Fiba. Förbundet bildades 1957 och har sitt huvudkontor i München.

## Medlemmar
- Albanien
- Andorra
- Armenien
- Azerbajdzjan
- Belgien
- Belarus
- Bosnien och Hercegovina
- Bulgarien
- Cypern
- Danmark
- Estland
- Finland
- Frankrike
- Georgien
- Gibraltar
- Grekland
- Irland
- Island
- Israel
- Italien
- Kroatien
- Kosovo
- Lettland
- Litauen
- Luxemburg
- Malta
- Moldavien
- Monaco
- Montenegro
- Nederländerna
- Nordmakedonien
- Norge
- Polen
- Portugal
- Rumänien
- Ryssland
- San Marino
- Schweiz
- Serbien
- Slovakien
- Slovenien
- Spanien
- Storbritannien
- Sverige
- Tjeckien
- Turkiet
- Tyskland
- Ukraina
- Ungern
- Österrike